# 寒蘭

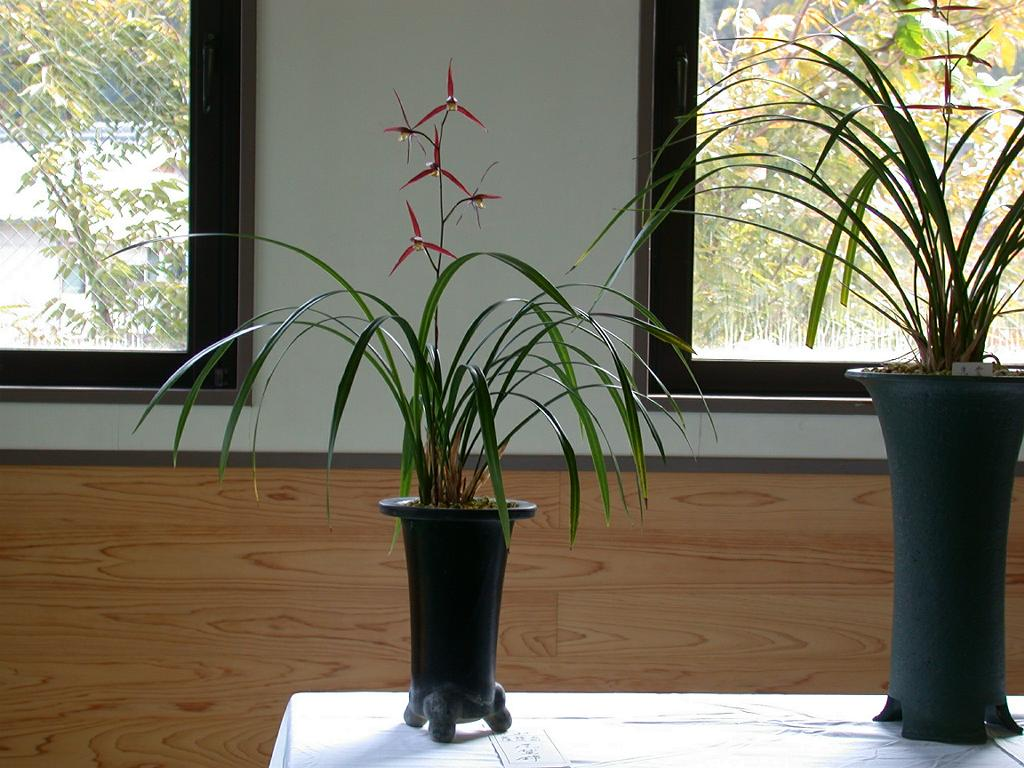
寒蘭展示会にて

寒蘭（かんらん）とは、カンランの東洋ランとしての名称である。主として花を観賞するものが多い。

## 概観
東洋ランは古くから中国でランが栽培されていたものに起源があり、それが日本に持ち込まれたものから始まっている。中国では花を楽しむものは主に中国春蘭と、一茎九花の二つである。いずれも花はシュンランに似ており、花弁は幅広く、丸っこい。日本では春蘭がこれらの花によく似ていたので、日本での花物系の東洋ラン探しは、まず、日本春蘭から始まっている。ただし、花物よりは柄物の方が先である。
寒蘭の場合も、当初は葉を楽しむことが多かったようである。しかし、さほど有名な品種は残っていない。そのうち、花色の豊富さに目がむけられるようになり、昭和初期から次第に展示会が開かれ、優秀品には銘名がなされるようになった。
現在では寒蘭の産地ごとに蘭愛好会があり、そこでは銘名や展示会等が開かれている。
なお、この間に野外では採集によってほとんど発見不可能なまでにその数が減少してしまった。これについてはカンランの項を参照。

## 観賞の要点
カンランは、シュンラン系の花とは趣が随分と異なる。背が高くなる上、花弁は細長く、中国春蘭に設定される理想的花形は到底あり得ない。しかし、葉には艶があり、厚みのある深緑の葉は美しい曲線を描く。花は葉から抜き出て、香りも高い。香りの成分はメチル・エピ・ジャスモネートである。
これらの特長を生かすように、栽培のための植木鉢も、より腰の高いもの、単純ながらもバランスの取れたデザインの物が好まれる。
葉は、厚くて光沢があり、深緑色である。根元から立ち上がり、先端はゆるやかに曲がる。先端が斜め上を向くもの、曲がって下を向くものまである。先に行くと水平になり、その先端がわずかに上を向くのを露受け葉という。
新芽は淡い色で、根元の鞘は濃く着色するものが多い。品種によっては、この部分の色が鮮やかで見ごたえがある。
花の形については、形は異なるが、一般の愛好家に好かれる花容はおおよそ似通っている。例えば外三弁は真っすぐ一文字に開くかまたはやや抱えるものが好まれ、後ろに反り返るのは好まれない。側弁は蕊柱を抱えるように閉じるものがよく、開くとよくないとされる。舌弁は昔は大きく広がらないものが好ましいとされた事もあったが、最近では広く大きく迫力があり、そのまま巻かない物の方がより人気があり、弁が細くなるのは良くないとして今ではあまり好まれない風潮がある。おおむね空間的に調和の取れた配置が好まれる。
外三弁のうち、上向きの花弁の先端が内側に折れる癖をもつものは、折り鶴とよばれる。横向き二弁が真横に張った花形を一文字、少し下がるのを平肩、三弁がほぼ正三角形をとる花を三角咲きといい、この3つが特に人気がある。舌弁は白っぽい薄黄色若しくは薄い緑で赤い斑点が乗るが、これは少ないか、逆に真っ赤になるほど点が集まったいわゆる『ベタ舌』に人気があり、両者好みが分かれるようである。
花茎は高く伸びて葉の上に出るが、花茎は細い方が見栄えがよい。また、花と花の間（花間：かかん）が開いている方が、より美しく感じられる。

## 花色
- 青花

寒蘭のもっとも多く見られる花の色は、白い舌弁をのぞいて花弁が緑色で、内面に赤い斑点があったり、赤っぽい筋がぼやっと入っているこの部類のものである。このようなものは、昔は取り立てて名前をつけることがなかったほど人気がなかったが、最近では愛好家の嗜好が変わり、大輪で花型が良い物、緑の色が非常に濃い物、花間が優れている物、舌点が変わっている物などが非常に人気があり、寒蘭の花物の中でも最高の評価を受けているものが多い。
巷では「青花に始まり青花に終わる」とさえ言われ、気温などによる花色変化も少なく、飽きの来ないのがこの花色である。貴峰（きほう：薩摩）、呑竜（どんりゅう：日向）、銀鈴（ぎんれい：土佐）などが有名である。
- 素心・準素心

花弁が緑で、赤っぽい色がなく、舌弁も純白で、花茎にも赤などの濁った色が乗らないものを素心（そしん）と呼ぶ。花弁の一部などの目立たないところに少し色が乗るものは準素心と呼び、特に花形などに優れたものは認められる。さらに、花に赤い斑が入っても、花茎が緑のものを青々（せいせい）という。これも花形がよければ認められる。司の華（つかさのはな:日向）、南雪（なんせつ:薩摩）、大雄（だいゆう：薩摩）、白妙（しらたえ：薩摩）
一時人気が無かったが白妙より沢山の系統が派生し、それを集めるコレクターにより素心が見直され、人気が復活している。
- 白花

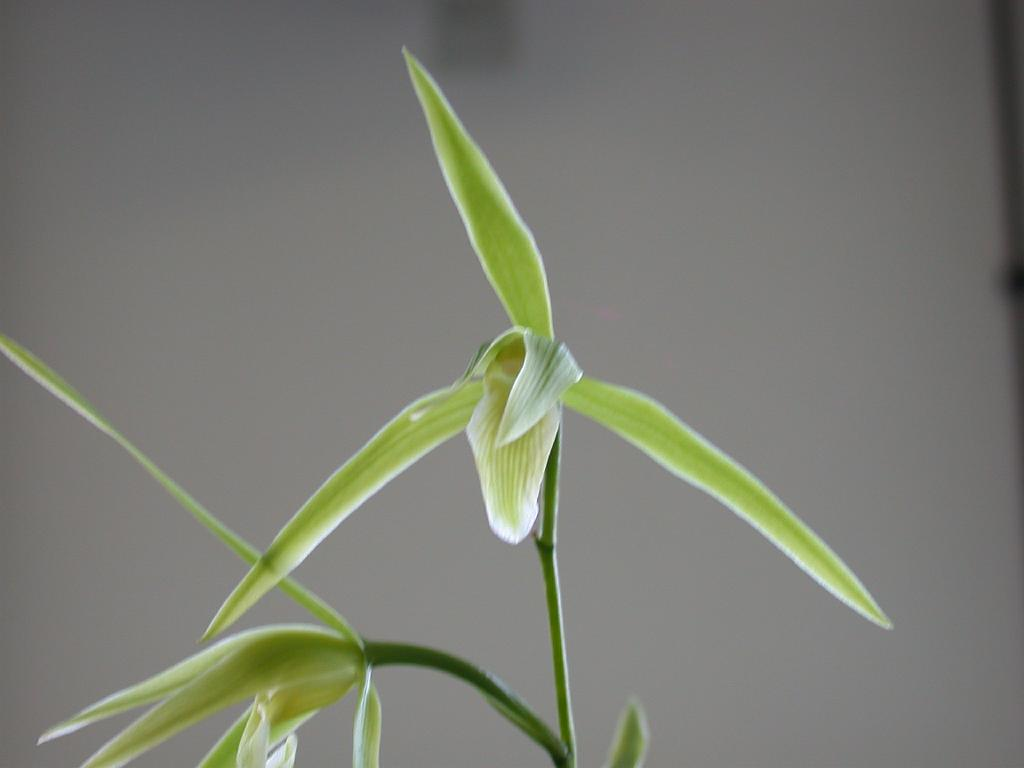
白妙 白花、三角咲き

素心のことをこういう場合もあるが、特に花弁の色が薄いものを白花（はっか）という。ほんとうに白く見えるものは少ない。豊雪（ほうせつ：土佐）、現雲（げんうん:肥前）
豊雪はバブル前は一芽百万円単位での取引がなされていた位高価であった。現在では数千円から一万円台で購入できるほど値下がりしたが、鑑賞会での入賞の常連になる位いまだに人気がある。
- 黄花

花弁が黄色に発色する。色が薄くなると白っぽく見える。白花のように素心ではなく、花茎は色づいているものが多い。金鵄（きんし：土佐）、黄海の誉（こうかいのほまれ:肥前）
上記白花の豊雪は高知県宿毛市西谷産の黄花系の素心花であり、他色を交えず時により真っ白く咲くことから素心の筆頭とされる場合がある。
- 桃花

花弁が桃色のもの。普通、花弁の脈に沿って色が濃くなるので、筋が入ったような模様が出る。日光（にっこう：土佐）、桃里（とうり：土佐）、武陵（ぶりょう：土佐）、北薩の誉（ほくさつのほまれ：薩摩）
- 赤花

赤というより、赤黒いもの、紫を帯びた色に出るものが多い。色の薄いものは筋が入るが、濃いものは全体に着色する。日向の誉（ひゅうがのほまれ：日向）、華神（かしん：日向）、室戸錦（むろとにしき：土佐）、光貴（こうき：紀州），紅鷲（べにわし：紀州）
日向の誉は古典名花で昭和の頃より人気が続いている。
- 更紗（さらさ）

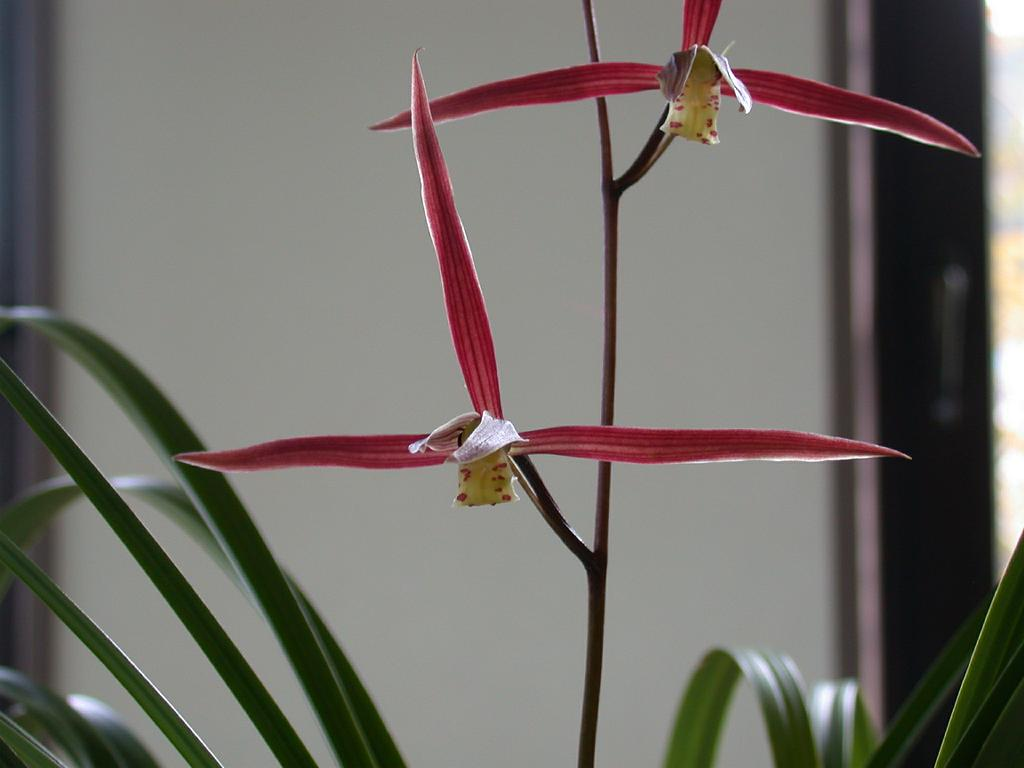
光貴 赤花、平肩咲き

緑っぽい地色に赤っぽい筋が入るなど、筋の模様がはっきりと出るもの。京の夢（きょうのゆめ：長崎）、唐衣（からころも：肥後）、西海の誉（さいかいのほまれ：長崎）、暁正（ぎょうせい：日向）
- その他

春蘭と同様、寒蘭も葉の模様も鑑賞対象となる。葉の縁のみ白くなる物（覆輪）、白く縦縞が入る物（縞）、葉の葉緑素が殆ど無く、葉の縁のみ葉緑素が乗る物（中透け）等がある。但し完全に葉緑素が抜けている物は幽霊葉として鑑賞対象にはならない。花の色は並花の事が多いが、中には見事な更紗、桃花、変わり縞柄が出現する物もある。有名な物は高千穂（たかちほ：日向）、瑞穂（みずほ：日向）、緑宝（りょくほう：土佐）、紺波流（こんぱる：阿波）、春光（しゅんこう：肥後）、銀河（ぎんが：土佐）等がある。

## 産地
寒蘭は、産地ごとにまとまって考えられることが多い。それぞれの地域で同好会や愛蘭会といった団体があり、それぞれ独立した活動を行っている。
紀州寒蘭
和歌山県・三重県の南部に産する寒蘭である。和歌山県南部内陸部から三重県の尾鷲あたりにかけて、各地に産地があり、奈良県の南部にも産地がある。赤花の名品が有名。
土佐寒蘭
高知県を中心とする産地の寒蘭である。特に東側、徳島県にかかる一帯と、西側、愛媛県にかかる四万十川流域は重要で、中でも宿毛市西谷は多くの名品を産出したことで有名。
特に西谷産は葉っぱに刷けが入るものが多く、花もさることながら、葉芸としても見栄えがする。赤花・白花なども名品があるが、特に桃花の武陵系・黄花の金鵄系は多くの偽物が出回るほどの有名品。
九州寒蘭
九州各県に産地があり、それぞれ福岡寒蘭、日向寒蘭、長崎寒蘭、球磨寒蘭、薩摩寒蘭などと呼ばれる。黒潮の影響を受け、多種多様の花色、柄が品種として登録されている。
薩摩の紫尾山系、日向の尾鈴山系、肥後の球磨系等、有名な産地が沢山ある。